# Heinrich Frauberger

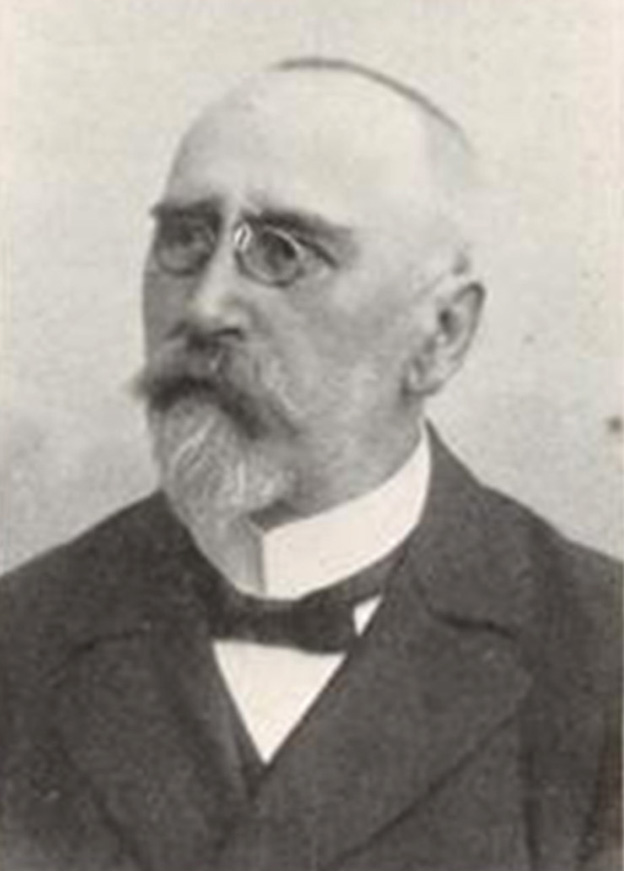
Heinrich Frauberger, um 1904

Heinrich Johann Frauberger (* 18. Juli 1845 in Oberndorf an der Melk; † 15. Juli 1920 in Hinterstein im Allgäu) war ein deutsch-österreichischer Kunsthistoriker, Kunstgewerbe-Funktionär, Kurator und Museumsleiter in Düsseldorf. Mit Julius von Schlosser, David Heinrich Müller, beide Vertreter der Wiener Schule der Kunstgeschichte, und vor allem mit David Kaufmann gilt er als ein Pionier jüdischer Kunst- und Kulturgeschichte.

## Leben
Heinrich Frauberger wurde am 18. Juli 1845 als Sohn von Joseph Frauberger und dessen Ehefrau in Oberndorf an der Melk geboren und am selben Tag auf den Namen Heinrich Johann getauft.

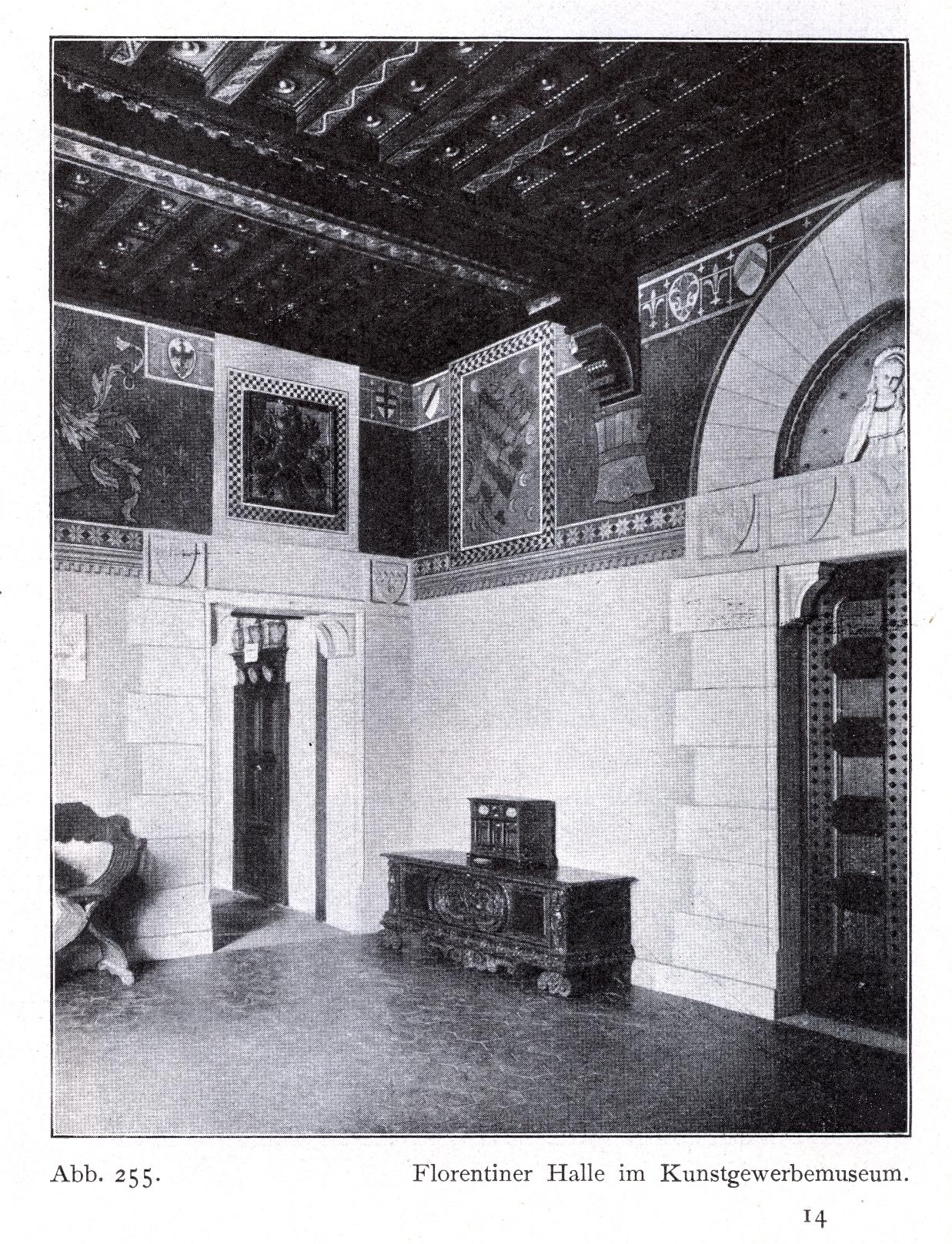
„Florentiner Halle“ im Kunstgewerbemuseum Düsseldorf

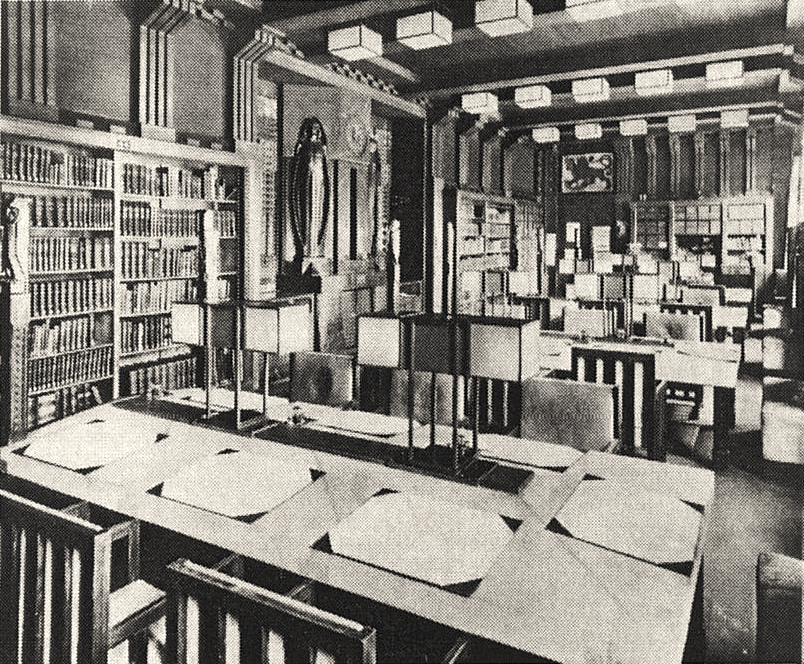
Lesesaal der Landes- und Stadtbibliothek im Erweiterungsbau des Kunstgewerbemuseums Düsseldorf, 1904/1906 – Als Beleuchtungskörper entwickelte Peter Behrens glatte, schmucklose Milchglaskästen. Diese neusachliche Formfindung wandte Walter Gropius 1911 bei Leuchten im Fagus-Werk an. Fast identisch wurde sie in den 1920er Jahren bei den Beleuchtungskörpern für die Meisterhäuser des Bauhauses Dessau repliziert.

Frauberger war unter dem Direktorat von Rudolf Eitelberger Eleve des k. k. Österreichischen Museums für Kunst und Industrie in Wien, ehe er unter Wilhelm von Schwarz-Senborn Beamter der Wiener Weltausstellung 1873 wurde. Außerdem wirkte er als Eigentümer und Redakteur einer Illustrierten zur Weltausstellung. Anschließend wurde er Kustos des Mährischen Gewerbe-Museums in Brünn und ab 1882 Gründungsdirektor des Düsseldorfer Central-Gewerbe-Vereins und des am 9. Mai 1883 eröffneten Kunstgewerbemuseums Düsseldorf, welches unter seiner Leitung am 30. Oktober 1896 für seine beachtliche Sammlung ein eigenes Gebäude am Friedrichsplatz eröffnete. Nach dem Konzept des Historismus wurden darin beispielhafte Räume aus verschiedenen Epochen kunsthandwerklichen Schaffens präsentiert. Bedeutung hatte das Museum auch als Fachbibliothek sowie als Vorbilder- und Mustersammlung, insbesondere für historische Textilien.
Als Sammler, Kurator und Museumsleiter unternahm Frauberger etliche Reisen. 1890 startete er zu einer Sammlerreise in den Orient, die ihn über Ägypten führte. Nach der Reise inspirierte er Kulturinteressierte in Düsseldorf durch Vorträge und mitgebrachte Gegenstände.
In Düsseldorf fungierte Frauberger gleichzeitig als Direktor des Central-Gewerbe-Vereins für Rheinland, Westfalen und benachbarte Bezirke. Dieser Verein, dem der Industrielle, Stadtverordnete und Landtagsabgeordnete Heinrich Lueg bis zu seinem Tod vorstand, war aus der Gewerbe-Ausstellung für Rheinland, Westfalen und benachbarte Bezirke des Jahres 1880 hervorgegangen und hatte die Aufgabe, die kunsthandwerkliche Qualität der gewerblichen Produktion im westdeutschen Raum zu fördern und darüber zu informieren.
In seiner Funktion als Direktor des Central-Gewerbe-Vereins verantwortete Frauberger 1904 zusammen mit dem reformerischen Architekten Peter Behrens als künstlerischem Leiter einen Düsseldorfer Beitrag zur Ausstellung des Kunsthandwerks (Wohnungskunst) auf der Louisiana Purchase Exposition in St. Louis. Als Beitrag des Central-Gewerbe-Vereins für diese Weltausstellung entwarf Behrens einen Lesesaal für die Stadtbibliothek Düsseldorf, der nach der Ausstellung in die Landes- und Stadtbibliothek, welche bis 1906 als Erweiterungsbau am Kunstgewerbemuseum errichtet worden war, eingebaut wurde.
Als nicht-jüdischer Kunsthistoriker nahm Frauberger großen Einfluss auf die frühe Beschäftigung mit jüdischer Kultur im deutschen Museumswesen. Im Jahr 1897 gründete er mit Charles Hallgarten in Frankfurt am Main die Gesellschaft zur Erforschung jüdischer Kunstdenkmäler, die ab 1900 ihre Mittheilungen und ab 1902 ihr Notizblatt herausgab. Auf eigene Kosten sammelte Frauberger Kleinkunst und Handschriften aus aufgelassenen Synagogen und jüdischem Familienerbe. 1903 schrieb er die erste Zusammenfassung zu jüdischem Kultgerät. 1908 kuratierte er eine Ausstellung über jüdische Bauten und Kultusgegenstände im Kunstgewerbemuseum Düsseldorf. Dies war die erste Ausstellung eines öffentlichen Museums Deutschlands zur jüdischen Kunst.
Am 10. Februar 1892 heiratete er in Düsseldorf die Kunsthandwerkerin und Stickerei-Lehrerin Philippina Christine Lauterbach (4. November 1861 in Mainz; † 1937 in Stuttgart), die sich unter dem Namen Tina Frauberger einen Ruf als Scherenschneiderin, Textilkünstlerin, Stickerin und Fachbuchautorin für Spitzenkunde erwarb. Aus der Ehe ging als Tochter die Opernsängerin Irene Frauberger (Wirkungsdaten 1908–1923) hervor.
1905 wurde Frauberger mit dem Roten Adlerorden 4. Klasse geehrt. Nachfolger im Direktorat von Central-Gewerbe-Verein und Kunstgewerbemuseum wurde der Architekt Wilhelm Zaiser (1867–1959), der 1898 sein Assistent geworden war.

## Schriften (Auswahl)
- Der Besitz der Nomadenlappen. In: Ausland, Jahrgang 1872, Nr. 13, S. 303.
- als Redakteur: Biographisches Lexikon der Wiener Weltausstellung 1873. Wien 1873 (Google Books).
- Wegweiser durch die Special-Ausstellung für die Thonwaaren-Industrie im Mährischen Gewerbemuseum Brünn. Katalog, Rudolf M. Rohrer, Brünn 1876 (Google Books).
- Kunst- und Haus-Industrie auf der Weltausstellung in Philadelphia 1876. Karl Scholtze, Leipzig 1878 (Google Books).
- Die Geschichte des Fächers. 2 Hefte, Karl Scholtze, Leipzig 1878/1879 (Google Books).
- Die Kunstindustrie auf der Pariser Weltausstellung 1878. Karl Scholtze, Leipzig 1879.
- Catalog der Bibliothek des mährischen Gewerbe-Museums in Brünn. Brünn 1881.
- als Herausgeber mit Gustav van Muyden (1837–1893): Die Erfindungen der neuesten Zeit. Zwanzig Jahre industrieller Fortschritte im Zeitalter der Weltausstellungen. Leipzig und Berlin 1883 (Google Books).
- Die Akropolis von Baalbek. Heinrich Keller, Frankfurt am Main 1892 (Digitalisat).
- Der byzantinische Purpurstoff im Gewerbe-Museum zu Düsseldorf. In: Jahrbücher des Vereins von Alterthumsfreunden im Rheinlande, Band 93 (1892), S. 224–232 (Digitalisat).
- Von Amman nach Djerasch. Ein kleiner Beitrag zur Karte Syriens. In: Globus Band 63, 1893, S. 10–13.
- Von Dscherasch über el-Fedēn nach Bosra. In: Globus Band 63, 1893, S. 167–172.
- Die Ernte auf Cypern. In: Globus Band 64, 1893, S. 191–194.
- Die Exposition des Arts de la femme in Paris. In: Kunstgewerbeblatt. Neue Folge, 4. Jahrgang (1893), S. 35 (Google Books).
- Antike und frühmittelalterliche Fussbekleidungen aus Achmim-Panopolis. Düsseldorf 1895 (Digitalisat).
- Festschrift zur Einweihung des neuen Museumsgebäudes in Düsseldorf am 30. October 1896. Central-Gewerbe-Verein für Rheinland, Westfalen und benachbarte Bezirke zu Düsseldorf, Bagel, Düsseldorf 1896 (Digitalisat).
- Die Kunstsammlung des Herrn Wilhelm Peter Metzler in Frankfurt a. M. J. Baer & Co., Frankfurt am Main 1897.
- Zweck und Ziel der Gesellschaft zur Erforschung Jüdischer Kunstdenkmäler zu Frankfurt a. M. Gesellschaft zur Erforschung Jüdischer Kunstdenkmäler, Frankfurt am Main 1900 (Digitalisat).
- Ueber Bau und Ausschmückung alter Synagogen. Bagel, Düsseldorf 1901 (PDF in englischer Sprache im Portal aejm.org).
- Wanderung durch die Düsseldorfer Ausstellung. In: Die Gartenlaube 36 (1902), S. 616–619.
- Ueber alte Kultusgegenstände in Synagoge und Haus. Bagel, Düsseldorf 1903.
- als Autor und Herausgeber mit Otto von Falke: Deutsche Schmelzarbeiten und andere Kunstwerke der kunst-historischen Ausstellung zu Düsseldorf 1902. J. Baer, Frankfurt am Main 1904 (Digitalisat).
- als Autor und Herausgeber: Internationale Kunstausstellung. Kunsthistorische Ausstellung. Große Gartenbau-Ausstellung. Düsseldorf 1904. Bagel, Düsseldorf 1905 (Digitalisat).
- Illustrierter Katalog der Sammlung von Gipsabgüssen des Central-Gewerbe-Vereins für Rheinland, Westfalen und benachbarte Bezirke zu Düsseldorf. Bagel, Düsseldorf 1906.
- Ausstellung von jüdischen Bauten und Kultus-Gegenständen für Synagoge und Haus in Abbildungen und Originalen. Katalog, [Düsseldorf] 1908.
- Verzierte hebräische Schrift und jüdischer Buchschmuck. Bagel, Düsseldorf 1909.
- N. R. Fränkel’s Uhrensammlung. Schmitz & Olbertz, Düsseldorf 1913.